# Мулик, Алексей Тимофеевич
Алексей Тимофеевич Мулик (1905, село Ивановка, Волчанский уезд, Харьковская губерния. — 17 августа 1963, Ярославль) — советский архитектор.

## Биография
Родился в марте 1905 года в селе Ивановка Белоколодецкой волости Харьковской губернии. Два года работал литейщиком. Окончил Ленинградский художественно-промышленный техникум по специальности «резчик архитектуры» (1925—1929) и Ленинградский институт инженеров коммунального строительства по специальности «архитектор» (1932—1934).
Был архитектором в проектных организациях Ленинграда («Газогенераторстрой», ВАМИ). Член Союза архитекторов СССР (1937). Перед войной и во время войны был архитектором Всесоюзного алюминиево-магниевого института Ленинграда. Награждён медалью «За доблестный труд в Великой Отечественной войне». Работал архитектором в Омске, старшим архитектором в судостроительном проектном институте в Николаеве. В 1948 году был назначен в Ростов-на-Дону, где спроектировал Дворец культуры завода «Ростсельмаш» (1948—1960).
В 1954 году по предложению Ярославского моторного завода переработал проект ДК «Ростсельмаша» под ярославские условия. С 1960 года — главный архитектор Ярославского моторного завода. Строительство (1956—1965) одного из самых значительных зданий Ярославля советской эпохи — Дворца культуры моторостроителей — шло трудно, встречая преграды в виде нехватки средств, фактического запрета неоклассицизма, которому соответствовал первоначальный замысел, и политики устранения излишеств в архитектуре — приходилось переделывать проект уже в значительной степени построенного здания. 17 августа 1963 года Алексей Тимофеевич застрелился, оставив школьников дочь и сына.
Похоронен на Леонтьевском кладбище в Ярославле.